# Gerhard Settelmeyer
Gerhard Settelmeyer (* 5. Juli 1940 in Weingarten (Pfalz)) ist ein ehemaliger deutscher Fußballspieler und -trainer. Mit dem 1. FC Kaiserslautern erreichte er 1961 das DFB-Pokalfinale.

## Karriere
Gerhard Settelmeyer begann seine Fußballkarriere Mitte der fünfziger Jahre in seinem Heimatort, beim SV Weingarten. Zunächst spielte er in der A-Jugend und kam dann mit 17 Jahren in die 1. Mannschaft, die in der B-Klasse antrat.
Nachdem er einem ehemaligen Vorstandsmitglied des 1. FC Kaiserslautern aufgefallen war, wurde er im Mai 1959 zum Probetraining beim FCK eingeladen. Dort bescheinigte ihm der Trainer der „Roten Teufel“, Richard Schneider, Talent und Settelmeyer wechselte im Juli 1959 zum FCK. Bis zur Beendigung des Abiturs spielte er in der Reservemannschaft und ab Juni 1960 war er in der Oberliga-Mannschaft aktiv.
Bis 1963 war er in 76 Oberligaspielen (26 Tore) für den 1. FC Kaiserslautern am Ball. 1961/62 war er mit 15 Treffern interner Torschützenkönig des FCK. Ein Höhepunkt seiner Karriere war das Erreichen des DFB-Pokalfinales 1961, das allerdings mit 0:2 gegen den SV Werder Bremen verloren ging. Settelmeyer stand in diesem Spiel in der Startaufstellung und sorgte zuvor unter anderem mit einem Tor in der Vorrunde gegen den Heider SV dafür, dass der FCK ins Finale kam. 1963 nahm er mit dem FCK als Südwestmeister an den Endrundenspielen um die deutsche Meisterschaft teil.
1963, als die Bundesliga eingeführt wurde, entschied er sich gegen eine Laufbahn als Profifußballer und übte den Beruf des Lehrers aus.
So wechselte er in die 2. Amateurliga zum SV Viktoria Herxheim. Dort war er drei Jahre als Spielertrainer und zwei Jahre als Spieler aktiv. 1968 ging er als Spielertrainer zum FC Viktoria Neupotz, der ebenfalls in der zweiten Amateurliga antrat. Nach der ersten Saison mit Settelmeyer als Trainer stieg der Verein die 1. Amateurliga auf und konnte sich dort gut behaupten (11. und 8. Tabellenplatz). 1971 ging er den ASV Harthausen (Bezirksliga), kehrte aber nach einer Saison wieder zum FC Neupotz zurück, der 71/72 in die Bezirksliga abgestiegen war. Einige Stützen der Mannschaft hatten den Verein verlassen und der Aufstieg gelang nicht mehr. 1976/77 war Settelmeyer ausschließlich als Spieler bei Neupotz aktiv.
1976 folgte er einem Angebot vom SV Olympia Rheinzabern. Hier war er insgesamt 13 Jahre tätig, die ersten vier Jahre als Spielertrainer, und neun Jahre als Trainer. 1978 stieg man in die neugegründete Verbandsliga auf und hielt sich bis 1989 in dieser Liga. Danach endete auch die Tätigkeit Settelmeyers in Rheinzabern. 1989/90 trainierte er noch einmal den SV Viktoria Herxheim und beendete danach seine Laufbahn im Fußball.

### Statistik
| Liga (SKE)           | Spiele (Tore) |
| -------------------- | ------------- |
| Oberliga Südwest (I) | 76 (26)       |
| Wettbewerb           |               |
| DFB-Pokal            | 03 0(1)       |